# Епархия Мао — Монте-Кристи
Епархия Мао — Монте-Кристи (лат. Dioecesis Maoënsis-Montis Christi) — епархия Римско-Католической церкви с центром в городе Мао, Доминиканская Республика. Епархия Мао — Монте-Кристи входит в митрополию Сантьяго-де-лос-Кабальероса. Кафедральным собором епархии Мао — Монте-Кристи является церковь Святого Креста в городе Мао.

## История
16 января 1978 года Римский папа Павел VI издал буллу «Studiosi instar», которой учредил епархию Мао — Монте-Кристи, выделив её из епархии Сантьяго-де-лос-Кабальероса (сегодня — архиепархия Сантьяго-де-лос-Кабальероса). Первоначально епархия Мао — Монте-Кристи являлась суффраганной по отношению к архиепархии Санто-Доминго.
14 февраля 1994 года епархия Мао — Монте-Кристи вошла в состав церковной провинции Сантьяго-де-лос-Кабальероса.

## Ординарии епархии
- епископ Jerónimo Tomás Abreu Herrera (16.01.1978 — 24.05.2006);
- епископ Diómedes Antonio Espinal de León (24.05.2006 — по настоящее время).

## Статистика
На конец 2004 года из 400 000 человек, проживающих на территории епархии, католиками являлись 380 000 человек, что соответствует 95,0% от общего числа населения епархии.
| год  | население | население | население | священники | священники        | священники         | священники                           | постоянные диаконы | монахи  | монахи  | приходы |
| год  | католики  | всего     | %         | всего      | белое духовенство | черное духовенство | число католиков на одного священника | постоянные диаконы | мужчины | женщины | приходы |
| ---- | --------- | --------- | --------- | ---------- | ----------------- | ------------------ | ------------------------------------ | ------------------ | ------- | ------- | ------- |
| 1980 | 278.000   | 309.000   | 90,0      | 24         | 5                 | 19                 | 11.583                               |                    | 22      | 43      | 13      |
| 1990 | 330.000   | 355.000   | 93,0      | 22         | 7                 | 15                 | 15.000                               | 5                  | 18      | 53      | 13      |
| 1999 | 395.076   | 400.000   | 98,8      | 31         | 19                | 12                 | 12.744                               | 6                  | 14      | 62      | 17      |
| 2000 | 400.000   | 410.000   | 97,6      | 30         | 18                | 12                 | 13.333                               |                    | 14      | 62      | 18      |
| 2001 | 400.000   | 420.000   | 95,2      | 34         | 22                | 12                 | 11.764                               | 6                  | 14      | 62      | 19      |
| 2002 | 400.000   | 420.000   | 95,2      | 35         | 22                | 13                 | 11.428                               | 6                  | 15      | 63      | 19      |
| 2003 | 380.000   | 400.000   | 95,0      | 34         | 21                | 13                 | 11.176                               | 6                  | 16      | 61      | 19      |
| 2004 | 380.000   | 400.000   | 95,0      | 35         | 21                | 14                 | 10.857                               | 6                  | 17      | 62      | 22      |